# 십보라
십보라는 출애굽기에서 모세의 아내이자 미디안의 제사장 겸 군주인 르우엘/이드로의 딸이다.모세의 두 아들인 엘리에셀과 게르솜의 어머니이다.
역대기에서는 그녀의 두 손자가 언급되는데, 게르솜의 아들 스브엘과 엘리에셀의 아들 르하뱌이다.

## 성경의 이야기

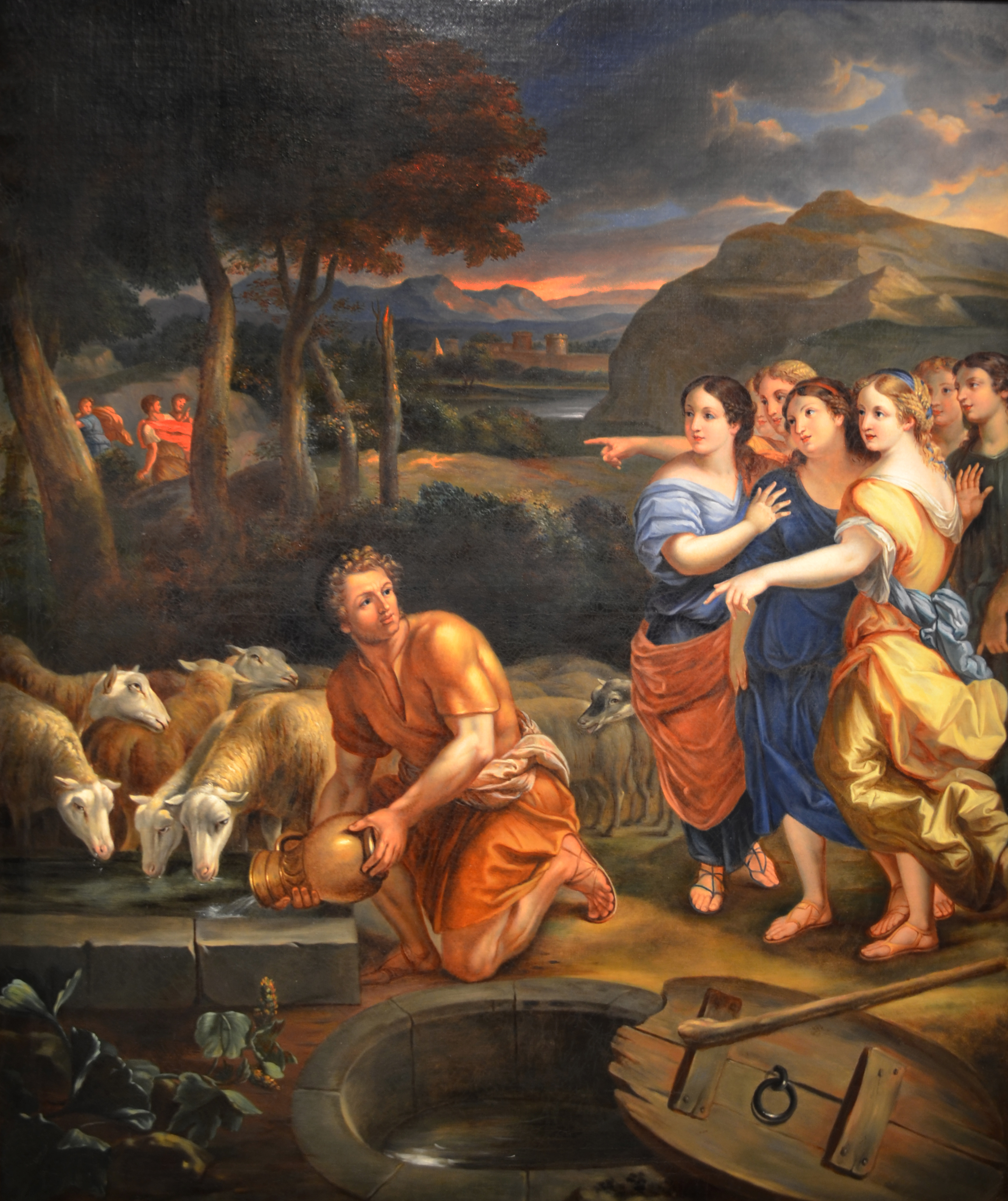
테오필 아멜의 '이드로의 딸들', c. 1850

### 배경
출애굽기에 따르면 십보라는 겐족 목자이자 미디안의 사제였던 이드로의 일곱 딸 중 하나이다. 출애굽기 2:18에서는 이드로가 르우엘로도 언급되며, 사사기(사사기 4:11)에서는 호밥으로 언급된다. 호밥은 또한 민수기(민수기 10:29)에서 이드로의 아들 이름이기도 하다.

### 모세가 십보라와 결혼하다
이스라엘 민족/히브리인들이 이집트에서 포로로 잡혀 있을 때, 모세는 히브리인을 때리던 이집트인을 죽였고, 이 일로 인해 파라오가 모세를 죽이려 하였다. 이에 모세는 이집트에서 도망하여 미디안에 도착하였다. 어느 날 그가 우물가에 앉아 있을 때, 이드로의 딸들이 아버지의 양 떼에게 물을 먹이러 왔다. 다른 목자들이 와서 자기 양 떼에게 먼저 물을 먹이려며 그 소녀들을 쫓아냈다. 모세는 그 소녀들을 변호하고 그들의 양 떼에게 물을 먹였다. 집으로 돌아오자 아버지가 그들에게 물었다. "어찌하여 오늘 이렇게 일찍 돌아왔느냐?" 소녀들이 대답했다. "어떤 이집트인이 우리를 목자들로부터 구해 주었고, 심지어 우리를 위해 물을 길어 양 떼에게 물을 먹여 주었습니다." "그는 어디에 있느냐?" 이드로가 그들에게 물었다. "어찌하여 그 남자를 그냥 두었느냐? 그를 저녁 식사에 초대하여 빵을 나누어 먹자." 그러자 이드로는 모세에게 십보라를 아내로 주었다(출애굽기 2:11–21).

### 숙소에서의 사건
하느님께서 모세에게 이스라엘 민족을 해방시키기 위해 이집트로 돌아가라고 명령하신 후, 모세는 아내와 아들들을 데리고 여행을 시작했다. 도중에 그들은 한 숙소에 머물렀는데, 거기서 하느님께서 모세를 죽이려 오셨다. 십보라는 재빨리 날카로운 돌로 아들의 포피를 잘라 모세의 발에 대며 "당신은 참으로 나에게 피 남편이로구나!"라고 말했다. 그러자 하느님께서는 모세를 홀로 두셨다(출애굽기 4:24–26). 이 구절의 세부 사항은 불분명하며 논쟁의 여지가 있다.

### 출애굽

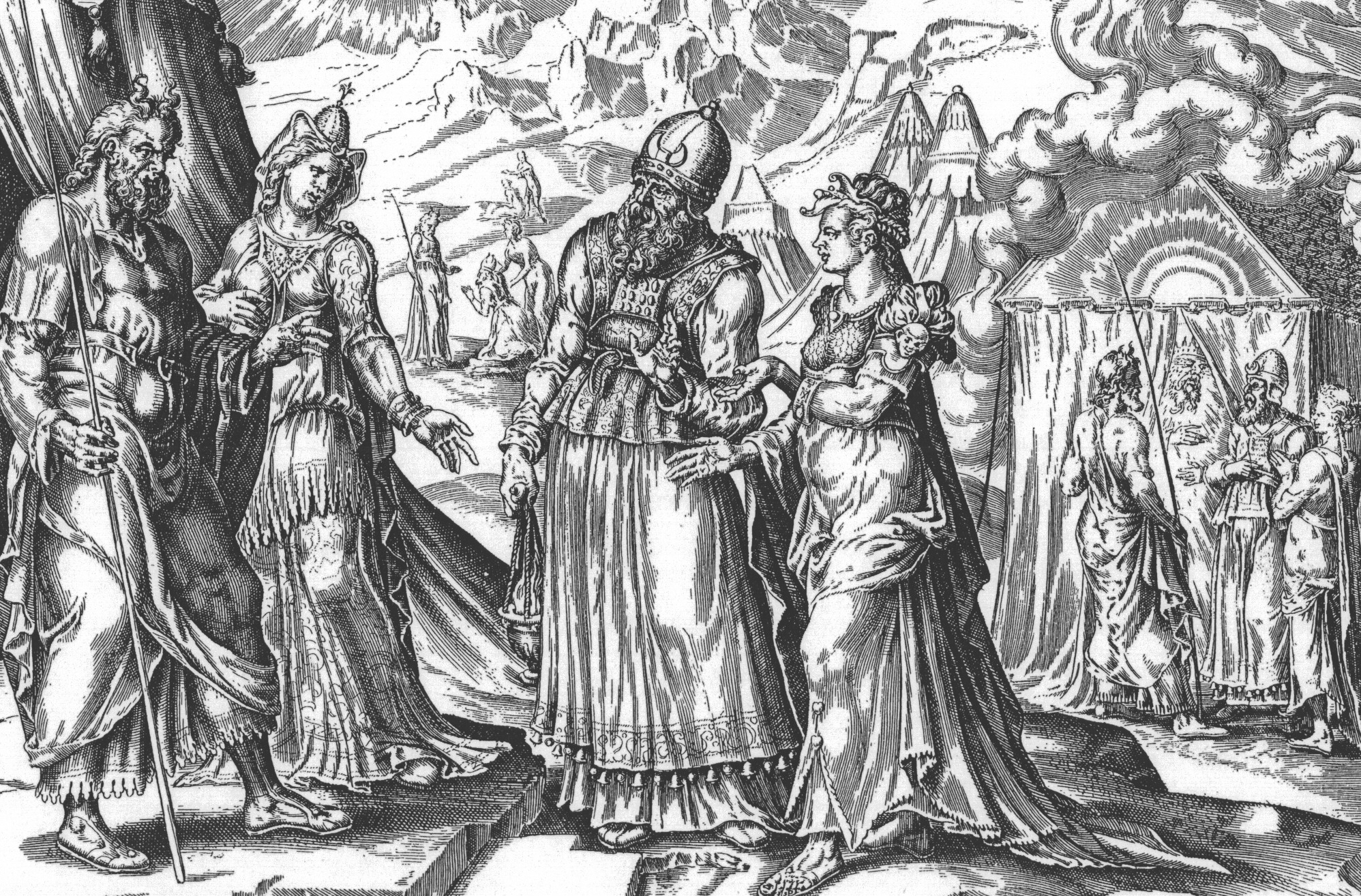
미리암과 아론이 모세를 비난하다, 성경과 그 이야기, 천 개의 그림으로 가르치다 (1908) 삽화

모세가 이스라엘 민족을 이집트에서 성공적으로 이끌어내고, 아말렉과의 전투에서 승리한 후, 이드로는 십보라와 그들의 두 아들 게르솜과 엘리에셀을 데리고 시나이 광야에 있는 히브리 진영으로 왔다. 성경은 십보라와 아들들이 언제 이드로에게 다시 합류했는지 말하지 않으며, 단지 하느님께서 이스라엘 민족을 위해 행하신 일을 이드로가 들은 후에 모세의 가족을 그에게 데려왔다고만 언급한다. 가장 일반적인 번역은 모세가 그녀를 돌려보냈다는 것이지만, 문법적으로 허용되는 다른 번역은 그녀가 어떤 것들 또는 사람들을, 아마도 아말렉에 대한 승리 소식을 보냈다는 것이다. 이를 어렵게 만드는 단어는 '그녀의 보냄(shelucheiha)'이다(출애굽기 18:2).

#### 민수기 12장

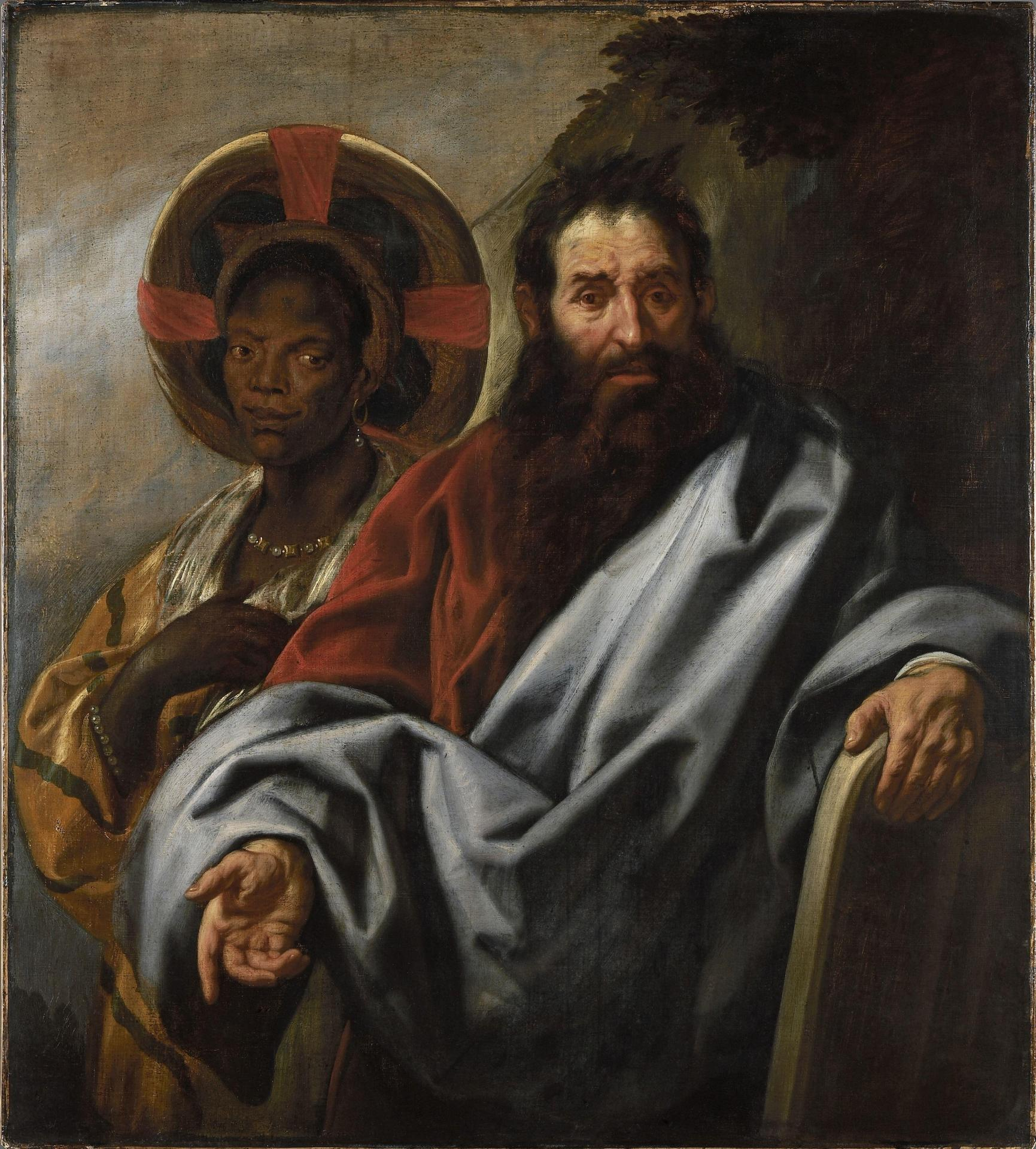
모세와 그의 에티오피아인 아내 십보라 (Mozes en zijn Ethiopische vrouw Sippora). 야코프 요르단스, c. 1650

모세의 아내는 민수기 12에서 "쿠시족 여인"으로 언급된다. 이 쿠시족 여인이 십보라와 동일인인지, 아니면 다른 여인인지, 그리고 모세가 그들과 동시에 결혼했는지, 아니면 연속적으로 결혼했는지에 대한 해석은 다양하다. 이 이야기에서 아론과 미리암은 모세가 쿠시족 여인과 결혼한 것을 비난한다. 이 비난은 하느님을 불쾌하게 하여, 하느님은 미리암에게 나병을 내린다. 쿠시족은 북동부 아프리카의 쿠시 왕국 (누비아) 또는 아라비아인의 조상이다. 함의 아들들은 창세기에 언급되어 있는데, 아프리카 (에티오피아, 이집트, 리비아), 레반트 (가나안), 아라비아의 국가들과 관련되어 있다. 미디안인들 스스로는 나중에 비성경적 자료에서 때때로 어두운 피부를 가진 사람들로 묘사되었고, 어두운 피부를 가진 아프리카인들을 의미하는 히브리어 단어인 쿠심이라고 불렸다. 한 가지 해석은 아내가 십보라였고, 미디안인임에도 불구하고 그녀의 아름다움 때문에 쿠시족 여인으로 불렸다는 것이다.
민수기 본문은 자음만 보존하고 있다. 유대인의 낭독 전통은 모세의 아내에 대한 묘사를 "쿠시트"로 발음하는데, 이는 "쿠시족 여인"을 의미한다. 그러나 사마리아 오경의 구전 낭독 전통은 모세의 아내에 대한 묘사를 "카아셰트"로 발음하며, 이는 "아름다운 여인"으로 번역된다.
"쿠시족 여인"은 기원전 3세기 그리스어 70인역에서는 Αἰθιόπισσα로, 4세기 라틴어 불가타 성경 번역본에서는 Aethiopissa로 바뀐다. 17세기 예수회 신부 알론소 데 산도발은 십보라와 쿠시족 여인이 동일인이며, 그녀가 흑인이었다고 추론했다. 그는 그녀를 자신이 "주목할 만하고 성스러운 에티오피아인"이라고 부르는 집단에 포함시킨다.:248, 253–254

## 드루즈교에서
드루즈 종교에서 십보라의 아버지 이드로는 모든 드루즈의 영적 창시자, 최고 예언자이자 조상으로 숭배된다. 모세는 이드로의 딸들과 그들의 양 떼를 경쟁 목자들로부터 구한 후 십보라와 결혼하는 것이 허락되었다. 아말 나세르 엘딘과 같은 저명한 드루즈인과 저명한 드루즈 셰이크였던 살만 타리프는 이로 인해 드루즈가 결혼을 통해 유대인과 관련이 있다고 언급했다. 이러한 관점은 이스라엘 유대인과 드루즈인 사이의 특별한 관계의 한 요소를 나타내는 데 사용되었다.

## 문학과 예술에서

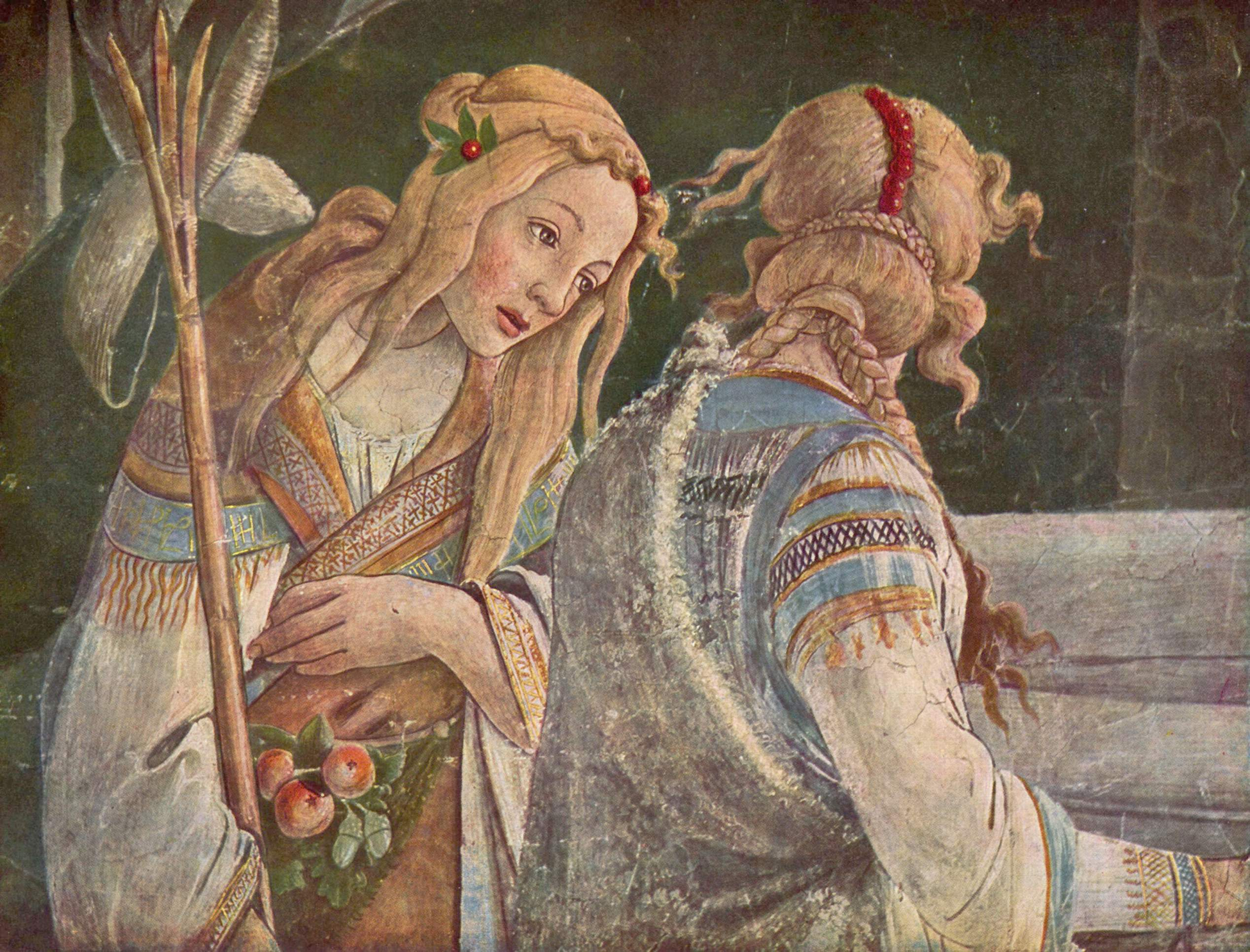
십보라, 산드로 보티첼리의 모세의 청춘, c. 1480년

다른 많은 저명한 성경 인물들과 마찬가지로 십보라는 여러 예술 작품에서 묘사된다.
마르셀 프루스트의 이야기 스완의 사랑 (1913)에서 스완은 그의 미래 아내 오데트가 산드로 보티첼리의 시스티나 성당 프레스코에 있는 십보라 그림과 닮았다는 점에 사로잡히고, 이 인식이 그녀에 대한 그의 집착을 촉발시킨다.
십보라는 종종 출애굽 관련 드라마에 포함된다. 예를 들어 영화로는 십계 (1956), 이집트 왕자 (1998), 그리고 엑소더스: 신들과 왕들 (2014) 등이 있다. 그녀는 마렉 할터의 소설 '모세의 아내 십보라' (2005)의 주인공이다.

## 같이 보기
- Cushite woman(히브리어판) (히브리어 위키백과)
- 세포라, 십보라의 이름을 딴 화장품 매장
- 타르비스 – 플라비우스 요세푸스에 따르면, 출애굽기에 나오는 모세와 십보라의 결혼 이전에 모세와 결혼한 쿠시족 공주.

## 내용주
1. ↑  /ˈzɪpərə, zɪˈpɔːrə/; 히브리어: צִפּוֹרָה Ṣīppōrā; 그리스어: Σεπφώρα Sepphōra[*]; 아랍어: صفورة Ṣaffūrah[*]

## 추가 자료
- 일라나 파르데스 (1992). "십보라와 해방을 위한 투쟁" (성경의 반대 전통: 페미니스트적 접근). 케임브리지: 하버드 대학교 출판부. ISBN 9780674175426
- 파이퍼, 존 (September 2007). “모세는 흑인 여자와 결혼했는가?”. 9Marks.
- 모세와 쿠시족 여인: 고전적 해석과 필로의 우화, thetorah.com